# 大興站 (咸鏡南道)
大興站（韓語：대흥역）是朝鮮民主主義人民共和國咸鏡南道端川市的一個鐵路車站，属于金溝線。

## 邻近车站
金溝線
大新站 - 大興站 - 舞鶴站